# Muna Al Omari
 (juillet 2025).
Motif : Où sont les sources secondaires permettant de démontrer l'admissibilité de cette journaliste sur Wikipédia ?
- Archive Wikiwix
- Bing
- Cairn
- DuckDuckGo
- E. Universalis
- Gallica
- Google
- G. Books
- G. News
- G. Scholar
- Persée
- Qwant
- (zh) Baidu
- (ru) Yandex
- (wd) trouver des œuvres sur Wikidata

| 1. | Préciser le motif de la pose du bandeau. | Précisez le motif de la pose du bandeau en utilisant la syntaxe suivante : {{admissibilité à vérifier\|date=août 2025\|motif=remplacez ce texte par le motif}}                     |
| 2. | Informer les utilisateurs concernés.     | Pensez à avertir le créateur de l'article, par exemple, en insérant le code ci-dessous sur sa page de discussion : {{subst:avertissement admissibilité à vérifier\|Muna Al Omari}} |

Muna Al Omari (arabe : منى العمري) est une journaliste palestinienne spécialisée dans les relations israélo-palestiniennes.
Elle a collaboré avec plusieurs grands médias, dont France 24. Elle est également la créatrice et l'animatrice du podcast Al-Bilad, diffusé sur la plateforme de podcasts d’Al Jazeera.
Elle a remporté plusieurs prix internationaux pour son travail journalistique.

## Carrière
Omari commence sa carrière de journaliste en collaborant avec plusieurs médias, tant en Palestine qu’à l’international.
Elle a été correspondante pour France 24 en Cisjordanie, où elle a couvert des événements politiques et réalisé des reportages sur le terrain. En parallèle de son travail télévisé, elle a rédigé des articles pour divers sites d’information en ligne, portant sur des sujets liés à l’actualité régionale et internationale.

## Récompenses
- Shorty Awards[5]
- Telly Award for Biography and Best Series, Shows, and Segments (2022)[6]
- Signal Award Documentary (2024)[7]